# Flößerei auf der Isar

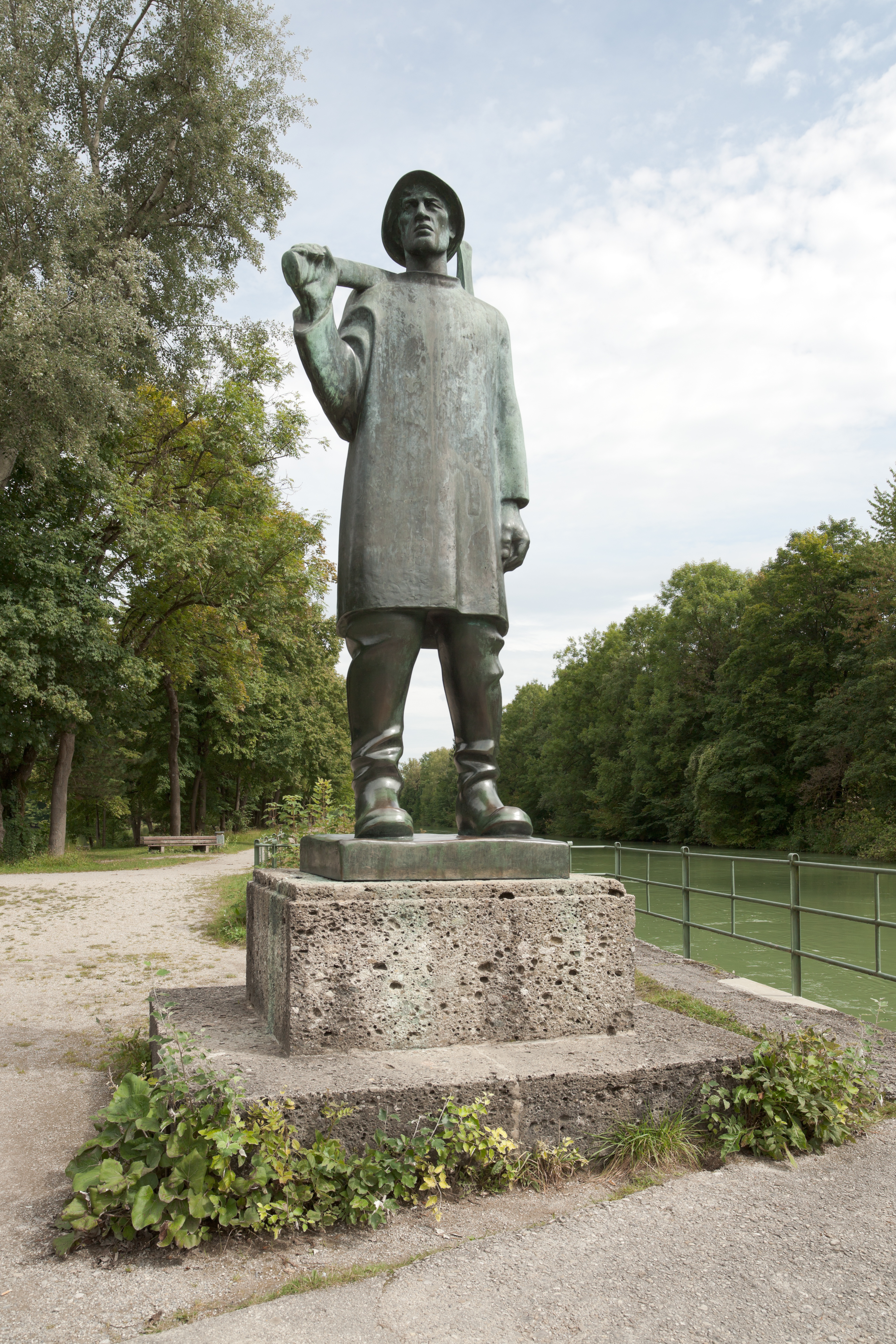
Bronzeskulptur "Der Isarflößer" von Fritz Koelle in München

Die Flößerei auf der Isar oder Isarflößerei war vom 13. bis zum 19. Jahrhundert ein Mittel des Güter- und Personentransports auf der Isar und ihrem Nebenfluss Loisach. Die Isar konnte ab Mittenwald mit dem Floß befahren werden, die Loisach ab Garmisch.

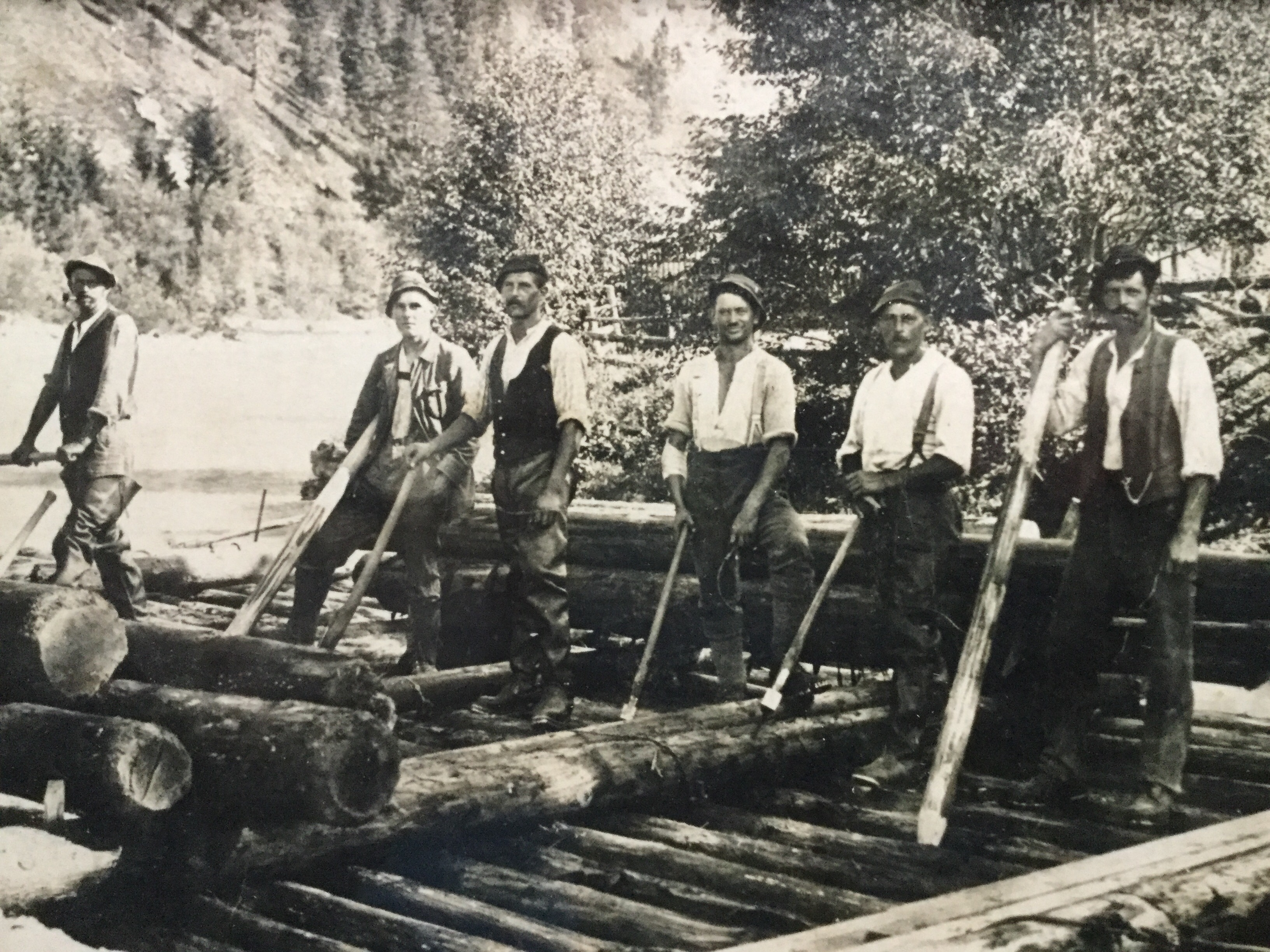
Flößer von Mittenwald, Familie Bader

Hauptsächlich diente die Flößerei dem Warentransport, dem Personenverkehr und der Holztrift. Wichtige Ausgangspunkte für die Flößerei waren Mittenwald, Krün, Wallgau, Lenggries und Tölz an der Isar sowie Oberau, Eschenlohe, Kochel, Beuerberg und Wolfratshausen an der Loisach. Die wichtigsten Zielorte waren die bayerischen Residenzstädte München und Landshut und die Bischofsstadt Freising, die Fahrt ging aber auch weiter isarabwärts bis zur Isarmündung bei Deggendorf und sogar noch donauabwärts bis Wien oder Budapest.
Mit dem Ausbau der Eisenbahn verlor der Warentransport per Floß Anfang des 20. Jahrhunderts an Bedeutung und wurde schließlich eingestellt. Die Tradition der Passagierfloßfahrt wird jedoch bis heute in Form von Vergnügungsfloßfahrten fortgeführt und wurde 2020 von Bayern auf die Landesliste des immateriellen Kulturerbes gesetzt.

## Warentransport

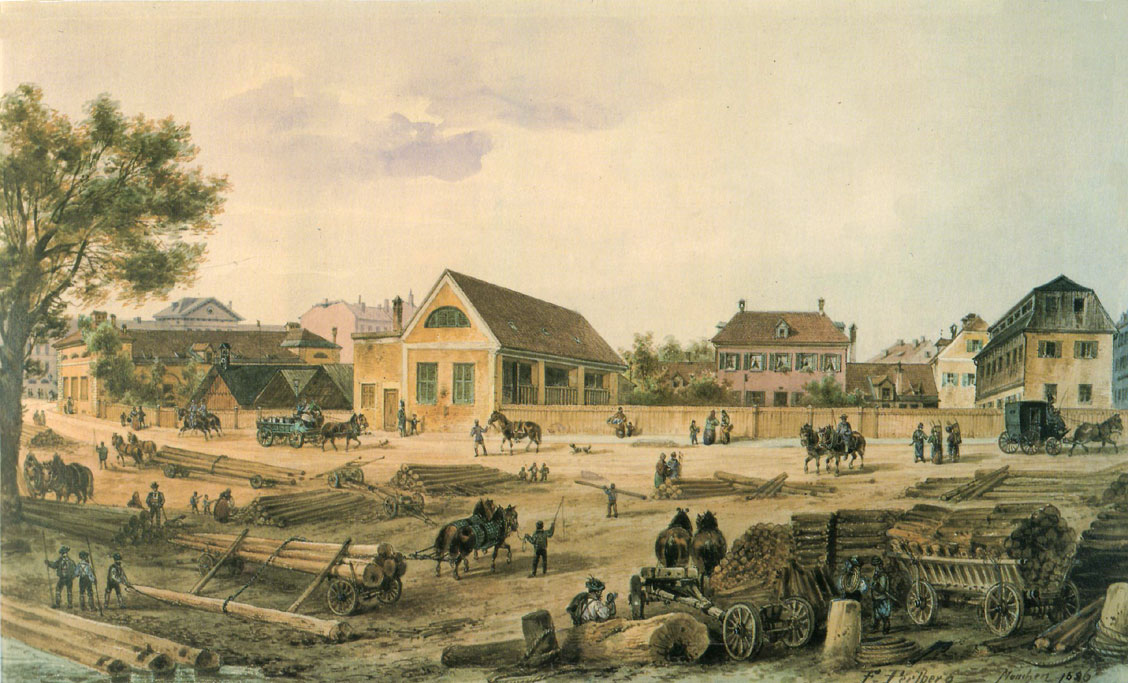
Der städtische Baustadl an der Unteren Lände in München

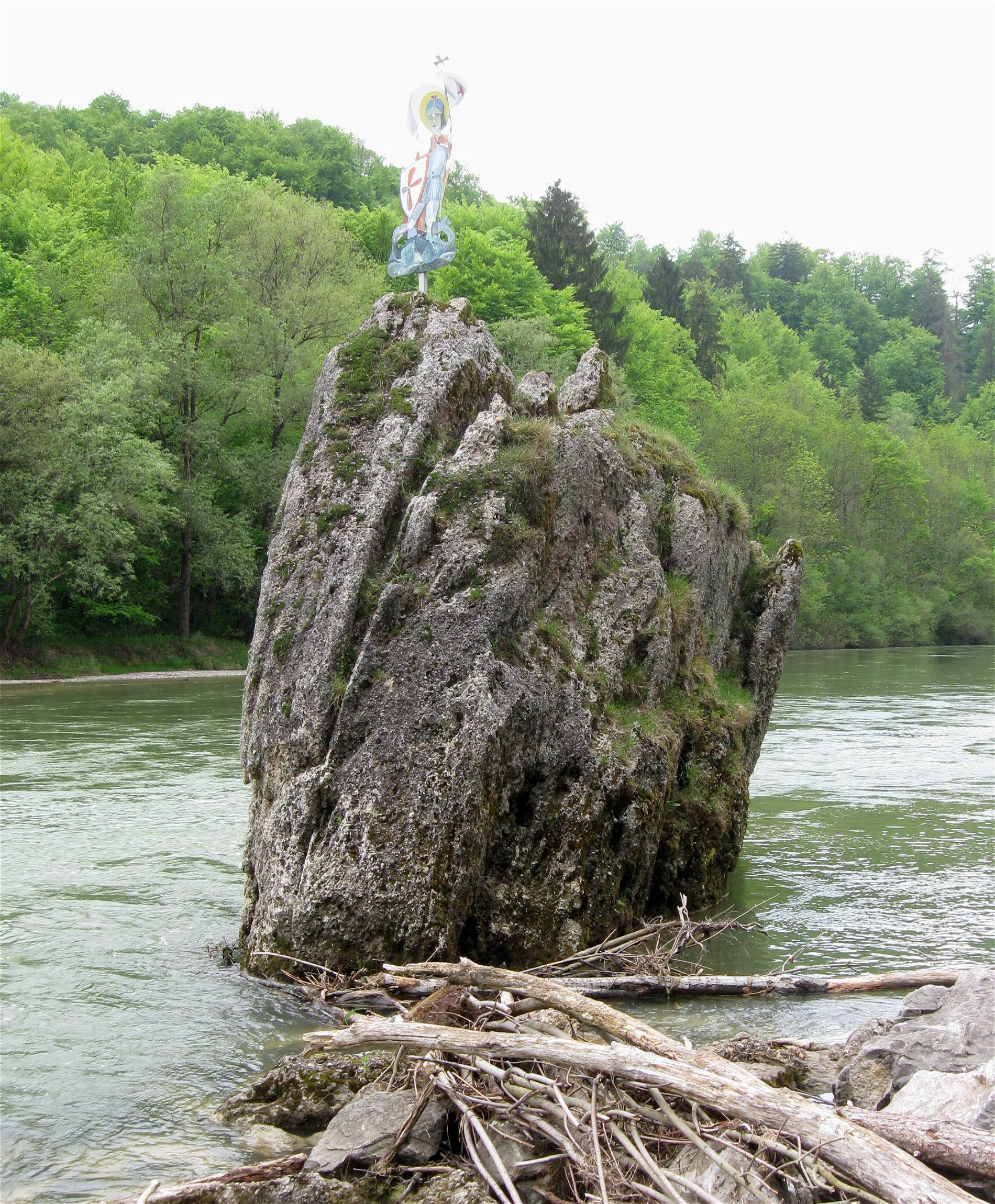
Der Georgenstein ist ein 4 m hoher Felsblock bei Baierbrunn, der eine gefürchtete Gefahrenquelle war. 1805 rief ein Flößer nach einer Kollision mit dem Fels seinen Namenspatron St. Georg um Hilfe an und wurde gerettet, woraus der Name entstand.

Im Jahre 1280, im Zuge der Herrschaft der letzten Andechser, entstand am linken Loisachufer der Markt Wolfratshausen. Es entwickelte sich eine planmäßige Ansiedlung.  Der älteste urkundliche Nachweis einer  Flößerei auf der Isar stammt von 1310/12. Mit dem Wachstum der Stadt München entwickelte sich ein reger Verkehr auf dem Fluss. Die wichtigste Aufgabe der Flößerei war zu dieser Zeit der Warentransport. Dabei spielten zum einen Baumaterialien eine große Rolle. Bauholz, Steine, Kalk und andere Materialien, die im waldreichen gebirgigen Oberland reichlich vorhanden waren, in der isarabwärts gelegenen Schotterebene aber knapp oder nur in geringerer Qualität waren, wurden auf der Isar nach München, Freising und Landshut befördert. Dabei wurden die Stämme, die als Bauholz bestimmt waren, zu Flößen zusammengebunden und isarabwärts getrieben. Auf diesen Flößen konnten dann weiteres Holz und andere Materialien befördert werden.
Außerdem wurden landwirtschaftliche Produkte wie z. B. Getreide und Käse, aber auch Tiere, mit Flößen isarabwärts transportiert. Auch Holzkohle, die aus den Wäldern bei Bad Tölz gewonnen wurde, wurde mit Flößen nach München gebracht. Auch sonst auf Fernhandelswegen über Land transportierten Waren wurden streckenweise auf solche Flöße verladen. So lag z. B. Mittenwald an einer alten Fernhandelsroute von Venedig nach Augsburg. Ab 1407 wurden Waren, z. B. Wein aus Oberitalien und Glas aus Venedig, von Mittenwald aus auch mit Flößen über Loisach und Isar transportiert. Daran waren u. a. die Nürnberger Kaufleute sehr interessiert, da sie so schwäbisches Gebiet vermeiden konnten.
An den Zielorten legten die Flöße an Floßländen an und wurden entladen. Dann wurden die Flöße selber auseinandergenommen und als Bauholz eingelagert. So gab es z. B. an der Unteren Lände in München einen städtischen Baustadel, in dem das Holz und die anderen Baumaterialien eingelagert wurden. An den Holzlagerplatz an der
Oberen Lände in München erinnert heute noch die Holzstraße.
Ihre Blütezeit erreichte die Isarflößerei zwischen 1860 und 1870, so passierten z. B. im Rechnungsjahr 1864/65 über 10.000 Flöße München. Die zunehmende Konkurrenz der Eisenbahn ließ die Bedeutung der Floßfahrt stetig zurückgehen. Der Bau der neuen Zentrallände in München 1899 als Ersatz für die obere und untere Lände war daher schon ein Anachronismus und hat sich wirtschaftlich nicht mehr rentiert.
Der letzte Ferntransport auf der Isar fand 1904 statt, als der in München gefertigte Deckel eines großformatigen Braukessels mit einem Durchmesser von 6 m durch Wolfratshauser Flößer über Isar und Donau nach Wien geflößt wurde.

## Personenverkehr

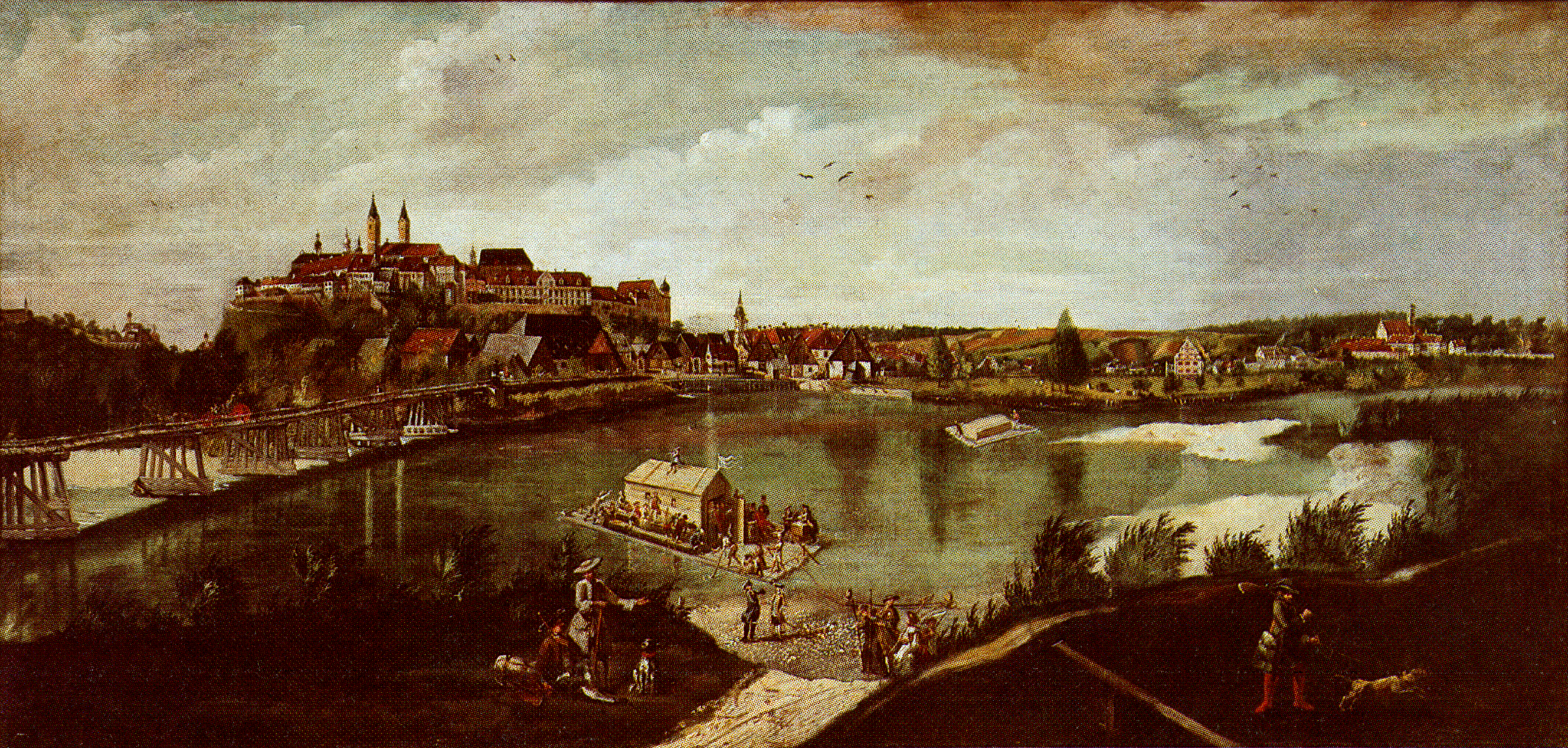
Floß zur Personenbeförderung auf der Isar bei Freising

Gegenüber dem Warentransport spielte der Personenverkehr auf der Isar nur eine untergeordnete Rolle. Geschichtlich belegt ist, dass Kurfürst Max Emanuel ein Personenfloß nutzte, als er 1683 den Habsburgern gegen die Türken Beistand leistete. Ansonsten blieben Passagierfahrten aber eher die Ausnahme. So fuhr Mitte des 19. Jahrhunderts einmal pro Woche ein Floß nach Freising, Landshut, Landau und Plattling. Ein weiteres Floß, Ordinari-Floß genannt, fuhr jede Woche über Passau und Linz nach Wien. Für das Jahr 1838 wird für dieses Floß eine Abfahrt jeden Montag, eine Fahrtdauer von fünf Tagen bis Wien und eine Betriebszeit von Mitte März bis Mitte November genannt. Der Frachtpreis nach Wien betrug 3 Gulden je Zentner, der Fahrpreis für Personen 30 Kreuzer bis Landshut, 1 Gulden 30 Kreuzer bis Passau, 2 Gulden bis Linz und 3 Gulden bis Wien. Die Eilkutschen an die jeweiligen Orte kosteten demgegenüber den sieben- bis zehnfachen Preis.
Auch für den Personenverkehr brachte die Eisenbahn das Ende der Flößerei, das letzte Floß von München nach Wien fuhr 1904.

## Touristische Flößerei
Nach der Eröffnung der Isartalbahn zwischen München und Wolfratshausen wurden schon zu Beginn des 20. Jahrhunderts Flöße von Vereinen für Vergnügungsfahrten gemietet. Auch wenn diese Art der Nutzung zwischen den beiden Weltkriegen zurückging, blühte sie seit den 1960er Jahren wieder auf.
Heute gibt es während der Saison von Anfang Mai bis Mitte September regelmäßige Floßfahrten von Wolfratshausen-Weidach zur Zentrallände in München. Auf einem Großteil der etwa 24 km langen Strecke verkehren diese Ausflugsflöße allerdings auf den parallel zur Isar verlaufenden Kraftwerkskanälen (Mühltalkanal, Isar-Werkkanal). Die ersten 3 km werden auf der Loisach und der Isar bis zum Ickinger Wehr gefahren. Zwischen den beiden Kanälen liegen bei Baierbrunn die wohl schönsten 2,5 km auf der noch weitgehend frei fließenden Isar, auf der auch der immer noch nicht ganz einfach zu passierende Georgenstein steht. Um die Kraftwerke Mühltal, Höllriegelskreuth und Pullach passieren zu können, sind diese mit Floßrutschen ausgestattet. Dazu gehört die längste Floßrutsche Europas am Kraftwerk Mühltal mit einer Länge von 345 m und einem Gefälle von 17 m. Hier erreichen die Flöße 42 km/h. Auf der Floßrutsche im Kraftwerk Höllriegelskreuth werden 20 km/h und auf der am Kraftwerk Pullach 28 km/h erreicht. Besondere Engstellen sind außerdem die Durchfahrten durch die Wehre Icking, Baierbrunn und Großhesselohe sowie die Einfahrt in den Floßkanal am Flößerdenkmal in Hinterbrühl.

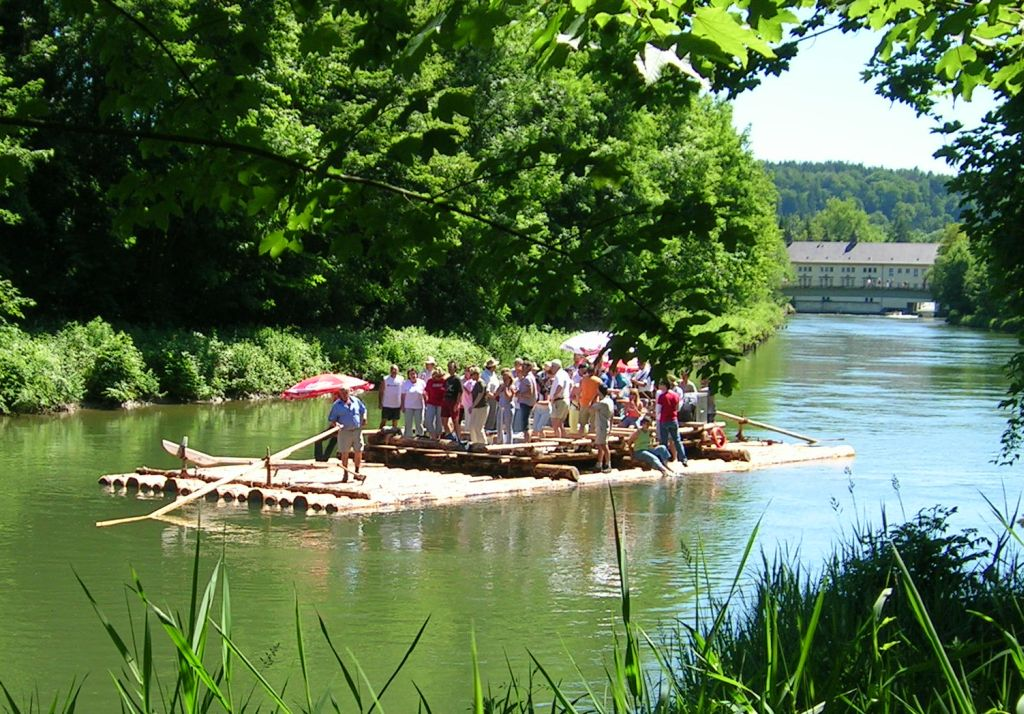
Isarfloß unterhalb des Kraftwerks Höllriegelskreuth

Die Flöße sind in der Regel 18 m lang, 6,80 m breit und rund 20 Tonnen schwer. Sie werden von drei Flößern mit Hilfe von zwei langen Rudern vorne und einem hinten gesteuert. Auf einem quer über die Fichtenstämme gebauten Podest können bis zu 60 Personen mitgenommen werden. Bei Regen kann ein Zeltdach aufgebaut werden.
Meistens buchen Gruppen ein ganzes Floß, die dann über mitzunehmende Getränke (meist in Bierfässern), Verpflegung und musikalische Begleitung sowie die Zahl und Länge der Brotzeit-, Essens- und Kaffeepausen an einem der Wirtshäuser am Weg entscheiden. Die musikalische Ausrichtung der Musikgruppen ähnelt dabei sehr der Festzelt-Musik von Oktoberfest-Bands. Die Fahrt dauert je nach Wasserverhältnissen und der Länge der Pausen etwa sechs bis sieben Stunden.
An der Zentrallände werden die Gruppen häufig von ihren Bussen abgeholt. Die Flöße werden zerlegt und auf Langholztransporter verladen, die die Stämme wieder nach Wolfratshausen fahren, wo sie erneut zu Flößen zusammengebaut werden.
Die Anzahl der Floßfahrten ist von den vom Wetter beeinflussten Buchungen abhängig. 2010 wurden über 600 Floßfahrten durchgeführt.
In jedem Frühjahr werden Floßrutschen und -gassen von der E.ON Wasserkraft repariert, die die Kraftwerke betreibt und der auch der Unterhalt der Kraftwerkskanäle insgesamt obliegt. Nach Abschluss der Arbeiten findet jeweils im April eine traditionelle Floßgassenbegehung durch Vertreter der Flößereibetriebe, der E.ON Wasserkraft sowie der Wasserwirtschafts- und Landratsämter statt, mit der die Eröffnung der Floßsaison vorbereitet wird.

## Holztrift

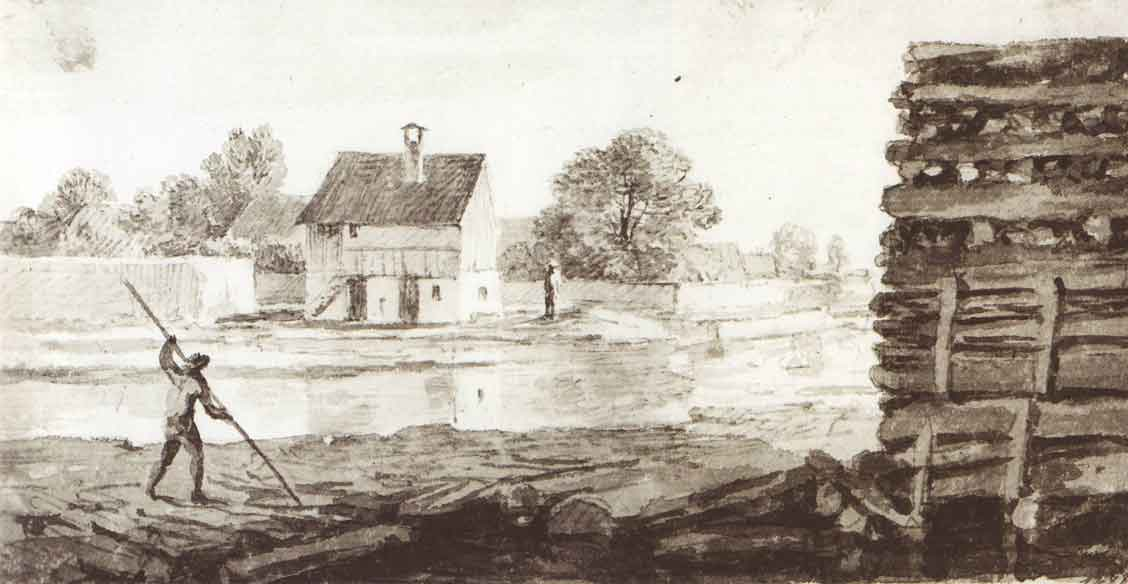
Der Holzgarten am Triftkanal in München

Während Bauholz in Form von Flößen transportiert wurde, wurde für den Transport von Brennholz die Trift verwendet. Dabei wurden Stammabschnitte mit einer Länge bis zu 2 m, die im Isarwinkel geschlagen wurden, einzeln in den Fluss geworfen. Sie trieben flussabwärts und wurden in München von dem Abrechen aufgefangen, der zwischen dem linken Isarufer und der Praterinsel erbaut war. Dort wurden sie an Land gezogen oder in den 1606 in Betrieb genommenen Triftkanal weitergeleitet, über den sie dann in den herzoglichen Holzgarten gelangten, wo sie getrocknet und gelagert wurden.
Die Trift fand gewöhnlich 4–6 Wochen nach dem Frühlingshochwasser statt, während dieser Zeit durften keine Flöße fahren.
Nachdem die Isar im 19. Jahrhundert zunehmend befestigt worden war, kam es immer wieder zu Beschädigungen der Uferbefestigungen durch Triftholz. Deshalb und weil mit der Eisenbahn ein günstigeres und sichereres Transportmittel für das Brennholz zur Verfügung stand, wurde die Holztrift auf der Isar 1867 eingestellt.

## Kultur und Brauchtum

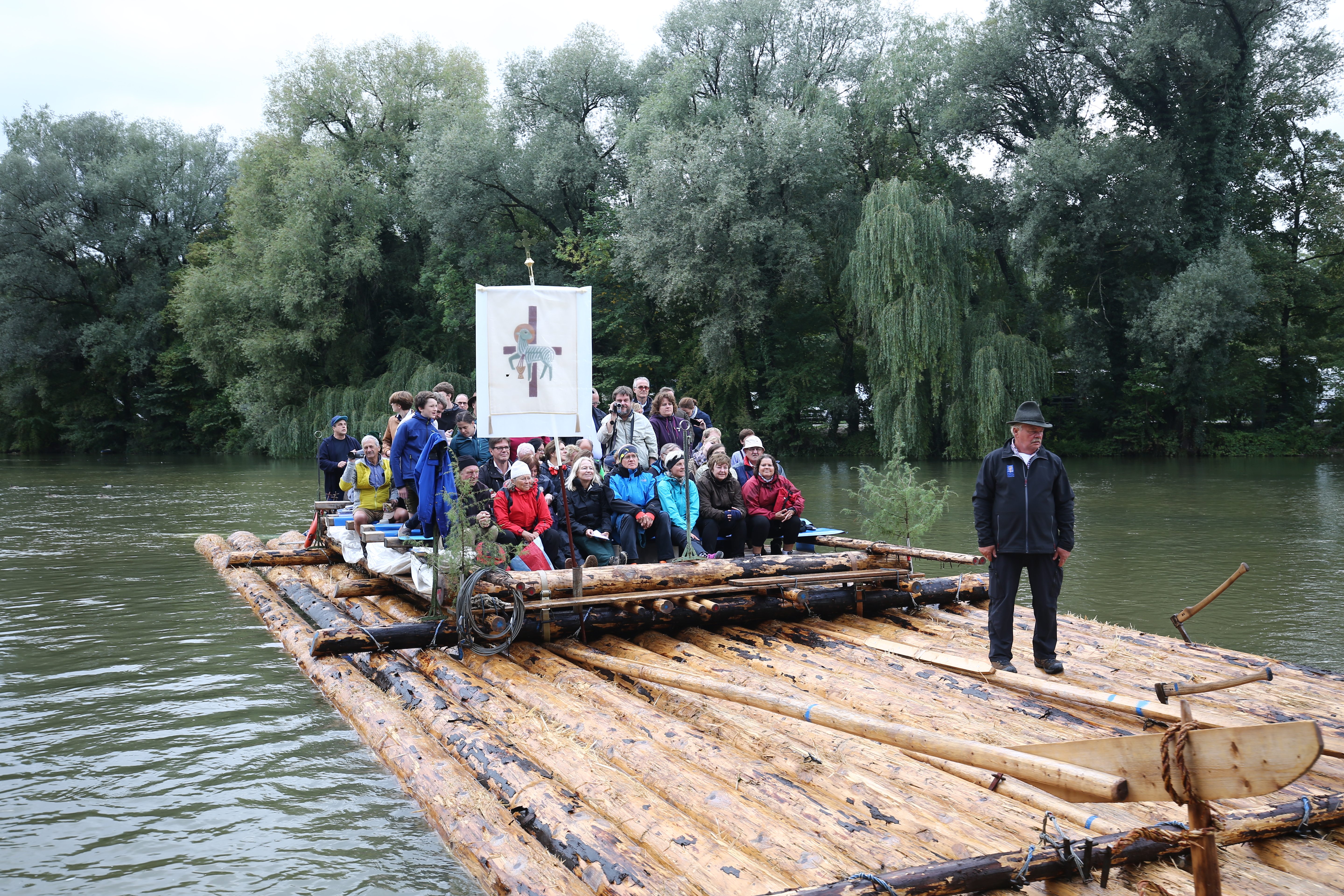
Thalkirchner Flößerwallfahrt, 2018

Die Flößer auf der Isar und dem Zufluss Loisach entwickelten schon früh besondere Traditionen. 1159 verlieh Berthold III., Graf von Andechs, den Flößern von Wolfratshausen das Zunftrecht und stiftete eine Zunftfahne. Die Fahne zeigte das Abbild des Heiligen Nepomuk, dem Brückenpatron, der auch für die Flößer zuständig war. Der andere mit der Flößerei verbundene Heilige ist Nikolaus von Myra. Der Hl. Nepomuk war ausschlaggebend für die traditionellen Johannis-Fahrten rund um den 15. Mai, was mit dem Beginn der Floßsaison zusammenfiel. Für Nikolaus und Nepomuk wurden eine Vielzahl von Kapellen entlang der Flüsse errichtet, so die Kirche St. Nikolaus in Mittenwald, die Nikolauskapelle von Geretsried oder die Nepomukkapelle in Mamming. Eine Figur des Nepomuk steht auf der Grünwalder Isarbrücke.
Weitere religiöse Bräuche waren die Flößer-Wallfahrten. Traditionell war eine jährliche Johannis-Wallfahrt von Wolfratshausen nach St. Maria Thalkirchen. Sie wurde nach dem Zweiten Weltkrieg durch eine jährliche Messe in der St. Ulrichskapelle am Wasserkraftwerk Mühltal ersetzt. Erst 1990 wurde die Floßwallfahrt wieder belebt, sie findet seit 1993 alle fünf Jahre als Thalkirchner Flößerwallfahrt statt, jetzt aber zum Saisonabschluss Anfang September. An der Isarmündung in Plattling gibt es im 3-jährigen Turnus eine Wasserprozession, bei der eine Statue des Hl. Nepomuk auf einen Floß in der Dämmerung auf der Isar flussabwärts fährt.
Auch amtliche Regelungen wurde früh erlassen. Die älteste bekannte Floßordnung stammt aus München im Jahr 1310.
Traditionsvereine der Flößer an der Isar bestehen in Lenggries und in München-Thalkirchen, Ausstellungen zur Geschichte der Flößerei gibt es in den Heimatmuseen in Bad Tölz und Wolfratshausen.